# Mae Murray

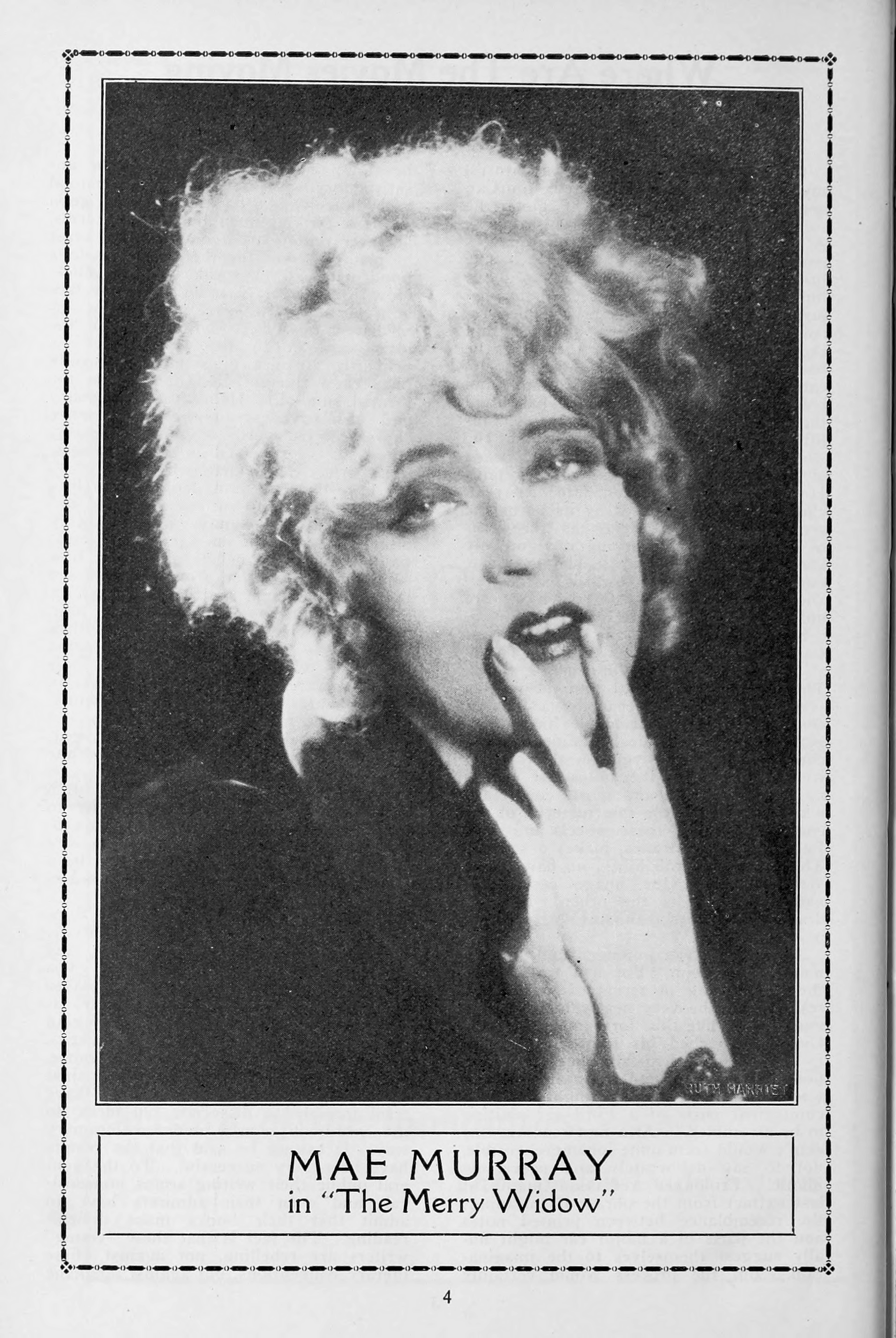
Retrat de l'actriu a la pel·lícula The Merry Widow (1925)

Mae Murray (Nova York, 10 de maig de 1885 – Woodland Hills, (Califòrnia), 23 de març de 1965), va ser una actriu, ballarina, productora de cinema i guionista nord-americana. Va saltar a la fama durant l'era del cinema mut i va ser coneguda com "La gardènia de la pantalla". El seu paper més conegut és el de la protagonista que dona títol a The Merry Widow (1925).

## Biografia

### Primers anys
Nascuda al Lower Est Side de Nova York amb el nom de Marie Adrienne Koenig era la segona filla de Joseph Koenig i Mary Miller. Els seus avis materns havien emigrat de França mentre que els seus paterns havien emigrat d'Alemanya. Va tenir dos germans, William Robert i Howard Joseph. El maig de 1896, el pare de Murray va morir d’una gastritis aguda provocada pel seu alcoholisme. Per mantenir la família, la seva mare va agafar una feina com a governanta de la casa de l’empresari i criador de cavalls Harry Payne Whitney. Murray va iniciar la seva carrera com actriu a Broadway el 1906 amb el ballarí Vernon Castle. El 1908 va ser contractada com a corista dels Ziegfeld Follies, passant a ser cap de cartell el 1915 i esdevenint-ne una estrella coneguda tant als Estats Units com a Europa. Alguns dels seus companys de ball foren Clifton Webb, Rodolfo Valentino o John Gilbert.

### Actriu cinematogràfica
Murray va fer el seu debut cinematogràfic a To Have and to Hold (1916) de la mà de la Famous Players–Lasky. Poc després passà a la Universal convertida en una estrella important, protagonitzant amb Valentino el 1919 el 1919 The Delicious Little Devil i Big Little Person. El 1918 es casà amb el director amb Robert Z. Leonard que ja l’havia dirigit en multitud de pel·lícules. Anteriorment havia estat casada amb William M. Schwenker Jr. (de 1908 a 1910) i Jay O'Brien (de 1916 a 1918).
La seva popularitat li va permetre el 1922, juntament amb Leonard, crear la productora Tiffany Pictures que dirigiria John M. Stahl. També, durant un breu període, Murray va escriure una columna setmanal per a William Randolph Hearst. També, amb altres personalitats notables de Hollywood, fou membre del consell d'administració del Motion Picture & Television Fund, una organització benèfica que ofereix assistència i atenció a les indústries del cinema i la televisió sense recursos. Quatre dècades més tard, Murray rebria ajuda d'aquesta organització. El 1925 l’actriu va protagonitzar la pel·lícula The Merry Widow d’Erich von Stroheim.

### La davallada
El 1926 es va casar amb David Mdivani que passà a controlar la seva carrera. Amb l’arribada del sonor, Murray va debutar amb Peacock Alley (1930), un remake de la seva versió anterior del 1921. El 1931, va protagonitzar junt amb Irene Dunne, Lowell Sherman i Norman Kerry Bachelor Apartment. La pel·lícula va rebre males crítiques i Murray només va fer una pel·lícula més: High Stakes (1931), també amb Sherman. La seva caiguda va ser deguda en bona part al seu marit que va voler que l’actriu deixés la MGM passant a ser vetada pel poderós Louis B. Mayer.
Després de deixar el cinema, a la dècada de 1940, Murray va actuar regularment a la sala de ball Billy Rose's Diamond Horseshoe, que sovint presentava estrelles del passat pel seu valor nostàlgic amb crítiques diverses. El 1946 ensenyava balls de saló a adolescents en un estudi de dansa a Los Angeles. Els darrers anys va viure en la pobresa. El 19 de febrer de 1964, quan ja tenia 78 anys, va ser trobada desorientada a St. Louis, pensant-se que havia completat un viatge en autobús a la ciutat de Nova York. Es retirà a viure a la casa d’acollida de la Motion Picture & Television Fundation on morí el 23 de març de 1965.

## Filmografia
- To Have and to Hold (1916)
- Sweet Kitty Bellairs (1916)
- The Dream Girl (1916)
- The Big Sister (1916)
- The Plow Girl (1916)
- On Record (1917)
- A Mormon Maid (1917)
- The Primrose Ring (1917)
- At First Sight (1917)
- Princess Virtue (1917)
- Face Value (1917)
- The Bride's Awakening (1918)
- Her Body in Bond (1918)
- Modern Love (1918)
- The Taming of Kaiser Bull (1918)
- Danger, Go Slow (1918)
- The Scarlet Shadow (1919)
- The Twin Pawns (1919)
- The Delicious Little Devil (1919)
- What Am I Bid? (1919)
- The Big Little Person (1919)
- The ABC of Love (1919)
- On with the Dance (1920)
- The Right to Love (1920)
- Idols of Clay (1920)
- The Gilded Lily (1921)
- Peacock Alley (1922)
- Fascination (1922)
- Broadway Rose (1922)
- Jazzmania (1923)
- The French Doll (1923)
- Fashion Row (1923)
- Mademoiselle Midnight (1924)
- Circe, the Enchantress (1924)
- Married Flirts (1924, caemo)
- The Merry Widow (1925)
- The Masked Bride (1925)
- Valencia (1926)
- Altars of Desire (1927)
- Show People (1928, cameo)
- Peacock Alley (1930)
- Bachelor Apartment (1931)
- High Stakes (1931)